# Craig Ross

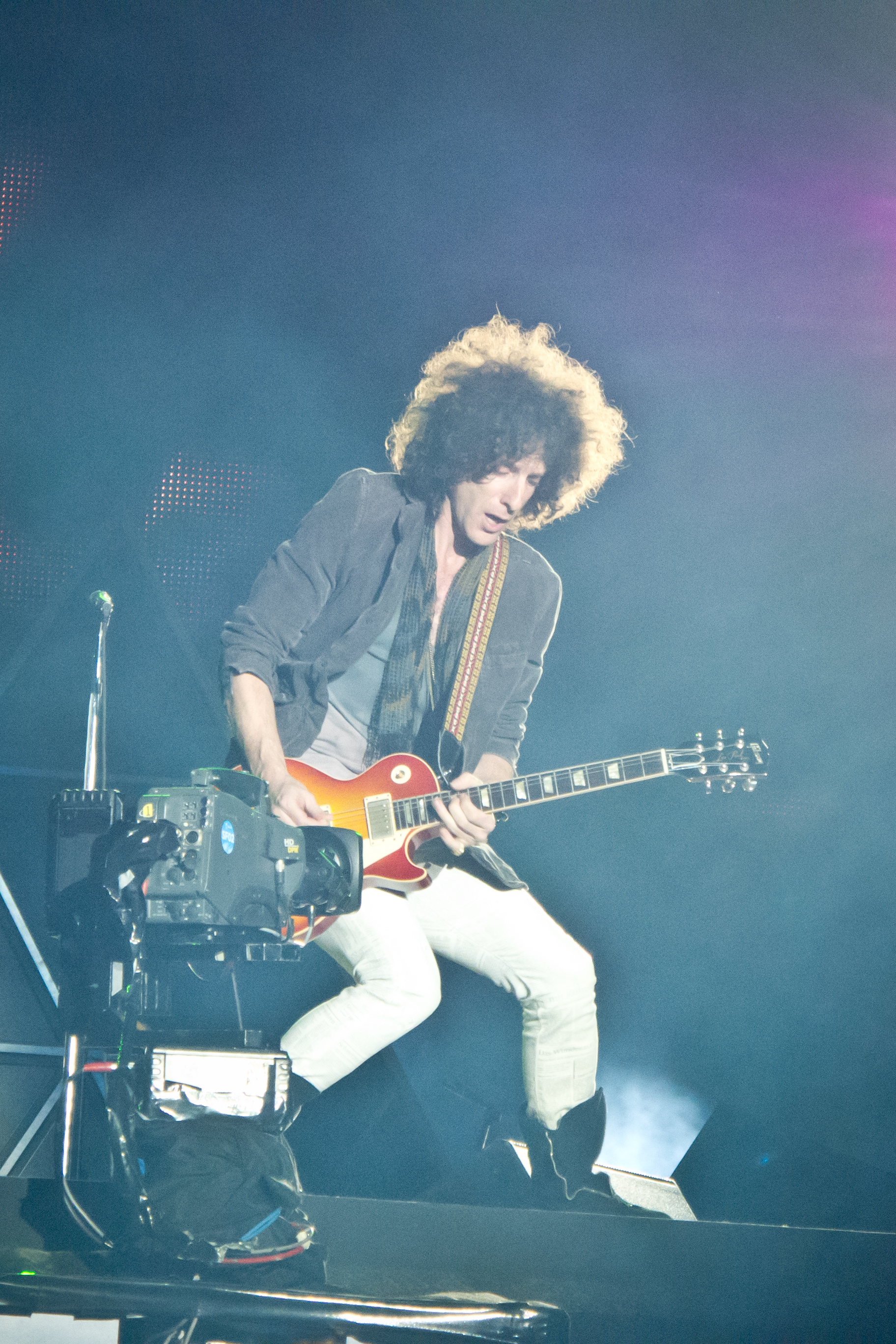
Craig Ross 2012 in Madrid.

Craig Ross ist ein US-amerikanischer Gitarrist, der in Deutschland vor allem aufgrund seiner Zusammenarbeit mit Lenny Kravitz bekannt geworden ist.

## Leben
Ross wurde in Los Angeles geboren und wuchs dort auf. Er kam mit einer Gitarre zum ersten Mal im Alter von 8 Jahren in Berührung und zählt die Beatles und Chuck Berry zu seinen ersten Einflüssen.
Bereits mit 16 gründete er an seiner High School die Band The Broken Homes, die dann für einige andere bekannte Gruppen, wie z. B. INXS oder Stevie Ray Vaughan Konzerte eröffnete. Es kam auch zu drei Aufnahmen für MCA Records, bei denen teilweise auch Andy Johns als Produzent und Toningenieur mitwirkte, der in den 70ern diese Aufgabe auch bei so legendären Bands wie den Rolling Stones (Exile on Main St.), Led Zeppelin (IV) und Free (Highway) erfüllte. Zu dieser Zeit trat er unter dem Namen Kreg Ross auf.
Das Zusammentreffen mit Lenny Kravitz 1991 in einem LA Billard Club beeinflusste seine weitere Karriere komplett. Nachdem er mit auf die Mama Said-Tour gegangen war, begann er einige Lieder für das kommende Are You Gonna Go My Way -Album mitzuschreiben, welches in Deutschland Gold-Status erlangte. Beim Titelstück war er nicht nur an der Komposition beteiligt, sondern spielte auch sämtliche Gitarrenspuren ein. Der Erfolg dieses Lieds, es erreichte in den amerikanischen Billboard Mainstream Rock Charts Platz 1, war ein weiterer entscheidender Karriereschub für Lenny Kravitz. Auf den folgenden Alben wurde die Zusammenarbeit so fortgesetzt, Ross nahm seitdem an jedem Lenny Kravitz Album teil. Er spielte auch mehrere Male im Rahmen der Lenny Kravitz Band Mandoline und Keyboards.
Neben seiner Tätigkeit bei Lenny Kravitz wirkte Ross an verschiedenen Aufnahmen von bekannten Künstlern, wie Mick Jagger, Sheryl Crow, Eric Clapton, B.B. King, The Black Crowes, Marc Ford, Nikka Costa u. a. mit.
Er hat zwei Töchter mit seiner Frau Anna.

## Diskografie

### Broken Homes
- Broken Homes (MCA, 1986)
- Straight Line Through Time (MCA, 1988)
- A Wing & A Prayer (MCA, 1990)[10]

### Lenny Kravitz
- Are You Gonna Go My Way (Virgin, 1993)
- Circus (Virgin, 1995)
- 5 (Virgin, 1998)
- Lenny (Virgin, 2001)
- Baptism (Virgin, 2004)
- It Is Time for a Love Revolution (Virgin, 2008)
- Black and White America (Roadrunner Records/Atlantic Records, 2011)

### Gastspiele bei anderen Künstlern
- Vanessa Paradis von Vanessa Paradis, 1992
- Izzy Stradlin and the Ju Ju Hounds von Izzy Stradlin, 1992
- Ophelia von Natalie Merchant, 1998
- Street Faerie von Cree Summer, 1999
- Black Diamond von Angie Stone, 1999
- Jellycream von Doyle Bramhall II, 1999
- Riding with the King von B.B. King und Eric Clapton, 2000
- Bliss von Vanessa Paradis, 2000
- Goddes in the Doorway von Mick Jagger, 2001
- Lions von The Black Crowes, 2001
- C´mon, C´mon von Sheryl Crow, 2002
- It´s About Time von Marc Ford, 2003
- Can´tneverdidnothin´ von Nikka Costa, 2005